# Walentin Iliew
Walentin Iliew Iwanow, buł. Валентин Илиев Иванов (ur. 16 września 1980 w Kneży) – bułgarski piłkarz, grający na pozycji środkowego obrońcy.

## Kariera piłkarska

### Kariera klubowa
Jest wychowankiem Botewa Wraca, w którym w 1998 rozpoczął swoją karierę piłkarską. W 2001 przeniósł się do ukraińskiego pierwszoligowego zespołu Metałurh Zaporoże. W 2004 powrócił do Bułgarii, gdzie przez kolejne 4 lata grał w CSKA Sofia. W latach 2008–2010 bronił barw rosyjskiego Tereka Grozny. W 2010 roku był zawodnikiem Universitatei Craiova. W 2011 przeniósł się do Steaua Bukareszt. 2 lipca 2012 podpisał 2-letni kontrakt z Wołyniem Łuck. W lipcu 2013 powrócił do CSKA Sofia. W 2015 został zawodnikiem CSU Krajowa.

### Kariera reprezentacyjna
Od 2005 roku regularnie powoływany do reprezentacji Bułgarii.

## Sukcesy piłkarskie
- mistrz Bułgarii: 2005, 2008
- wicemistrz Bułgarii: 2006, 2007
- zdobywca Pucharu Bułgarii: 2006
- zdobywca Superpucharu Bułgarii: 2006
- zdobywca Pucharu Rumunii: 2011